# مارشا بلاكبرن
جون راندولف ثون (بالإنجليزية: Marsha Blackburn)‏ هي سياسية وسيدة أعمال أمريكي من الحزب الجمهوري ولدت في يوم 6 يونيو 1952 في بلدة لاوريل في ميسيسبي. أكملت دراسة الاقتصاد في جامعة ولاية ميسيسيبي. هي عضوة في مجلس الشيوخ الأمريكي كممثل عن ولاية تينيسي منذ سنة 2019. وهي عضوة سابقة في مجلس النواب الأمريكي من سنة 2003 إلى سنة 2019.